# Oostelijke Provincie

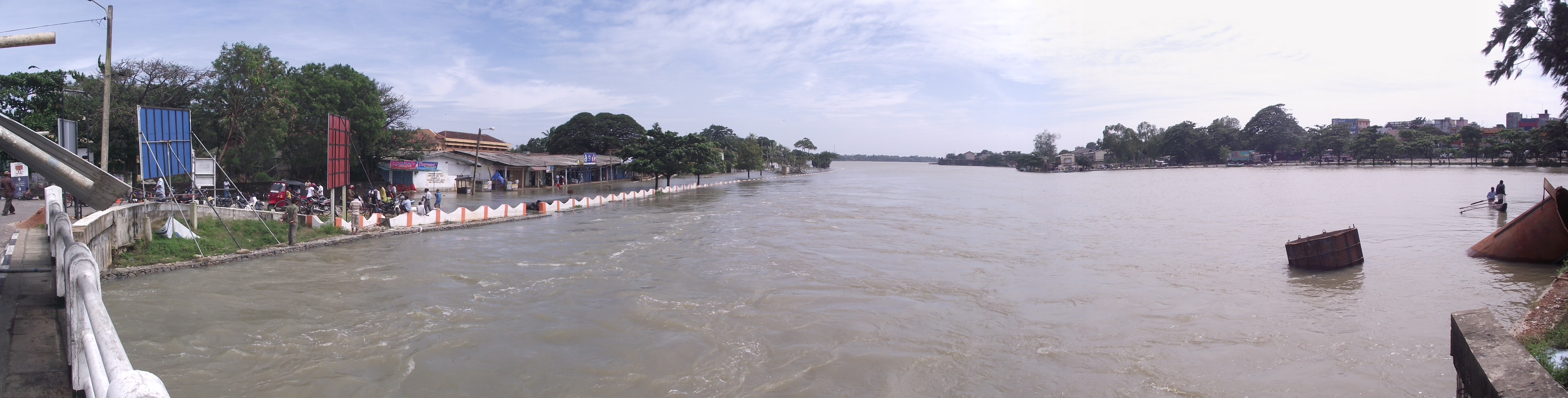
the flood in Batticaloa Lagoon

De Oostelijke Provincie (Singalees: Næ̆gĕnahira paḷāta; Tamil: Kil̮akku mākāṇam) is een provincie van Sri Lanka. De hoofdstad is Batticaloa en de provincie heeft 1.419.602 inwoners (2001). Een andere grote stad is Trincomalee.
Geen enkele bevolkingsgroep heeft op provinciaal niveau een meerderheid. De bevolking bestaat uit Sri Lankaanse Tamils (vooral in het midden), Sri Lankaanse Moren (vooral in het zuiden) en Singalezen.
De Oostelijke Provincie werd erg getroffen door de Tsunami van december 2004.
De overheid van Sri Lanka had het in 1987 tijdelijk samengevoegd met de Noordelijke Provincie als de door de Tamils gedomineerde Noordoostelijke Provincie. In 2007 werden de twee provincies weer van elkaar gescheiden na een uitspraak van het Hooggerechtshof van Sri Lanka.
De provincie bestaat uit drie districten, dit zijn:
- Batticaloa
- Ampara
- Trincomalee

Centrale Provincie (Kandy · Matale · Nuwara Eliya) · Oostelijke Provincie (Ampara · Batticaloa · Trincomalee) · Noordelijke Centrale Provincie (Anuradhapura · Polonnaruwa) · Noordelijke Provincie (Jaffna · Kilinochchi · Mannar · Mullaitivu · Vavuniya) · Noordwestelijke Provincie (Kurunegala · Puttalam) · Sabaragamuwa (Kegalle · Ratnapura) · Uva (Badulla · Moneragala) · Westelijke Provincie (Colombo · Gampaha · Kalutara) · Zuidelijke Provincie (Galle · Hambantota · Matara)